# Chirurgische Säge

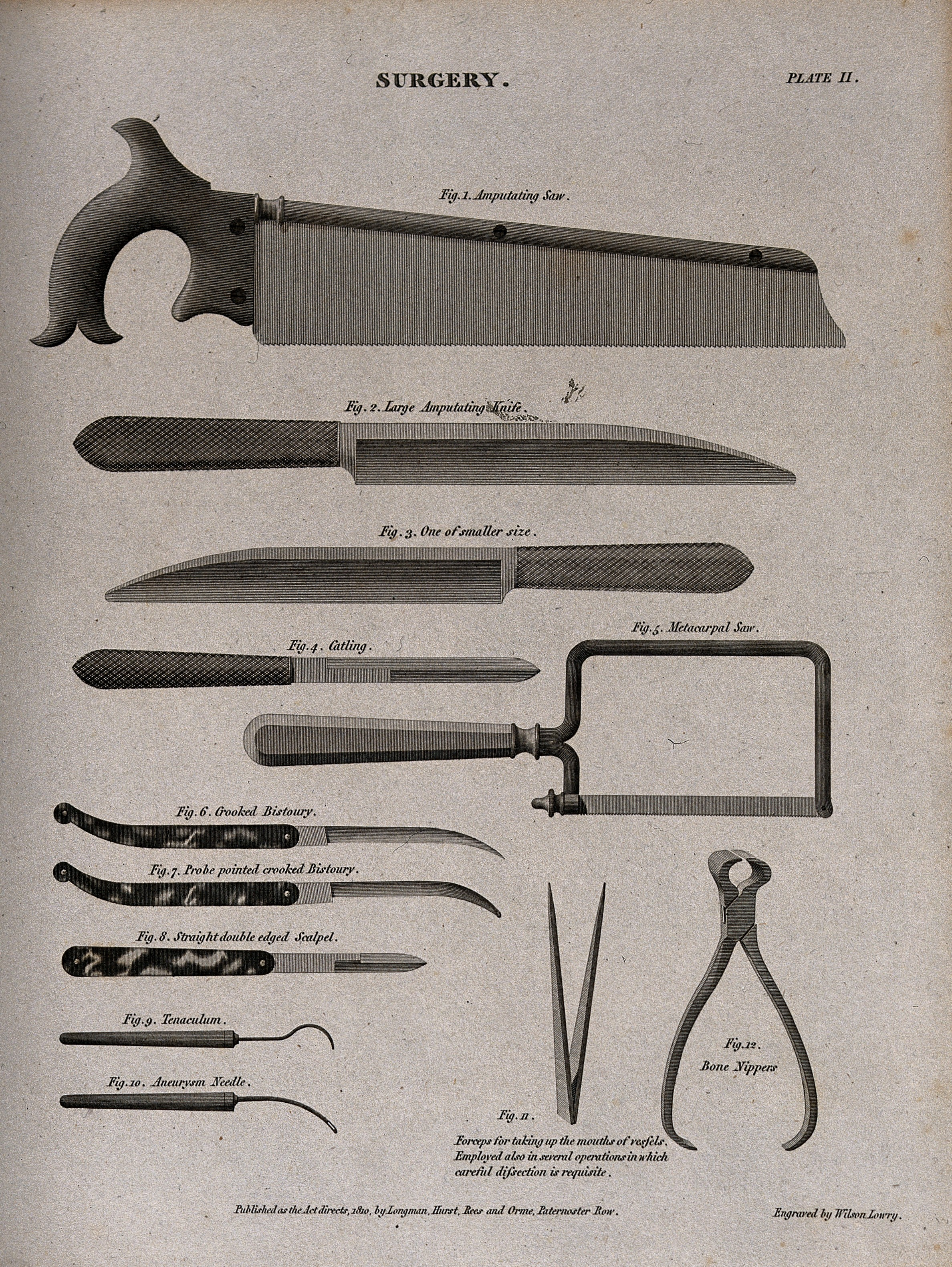
Chirurgische Werkzeuge

Die chirurgische Säge ist ein medizinisches Instrument zur Durchtrennung von Hartsubstanzen. Sie gehört zu den ältesten chirurgischen Instrumenten, wird aber heute immer noch angewendet, vor allem in der Orthopädie, Neurochirurgie, in der Pathologie und in der Tiermedizin. Sägen werden zum Durchtrennen von Knochen (Osteotomie) und zur Eröffnung der Schädelhöhle (Kraniotomie), in der Tiermedizin auch zum Absägen von Hörnern und zum Zerteilen abgestorbener Feten im Mutterleib (Fetotomie) verwendet. Zudem können Sägen auch zur Entfernen schienender Verbände (Gipsverband, Cast) verwendet werden („Gipssäge“).
Zum Einsatz kommen Handsägen, Drahtsägen und elektrisch oder pneumatisch angetriebene oszillierende Sägen.
Erfinder einer speziellen Knochensäge, dem 1830 vorgestellten Osteotom, war Bernhard Heine (1800–1846).